# Komora spustowa

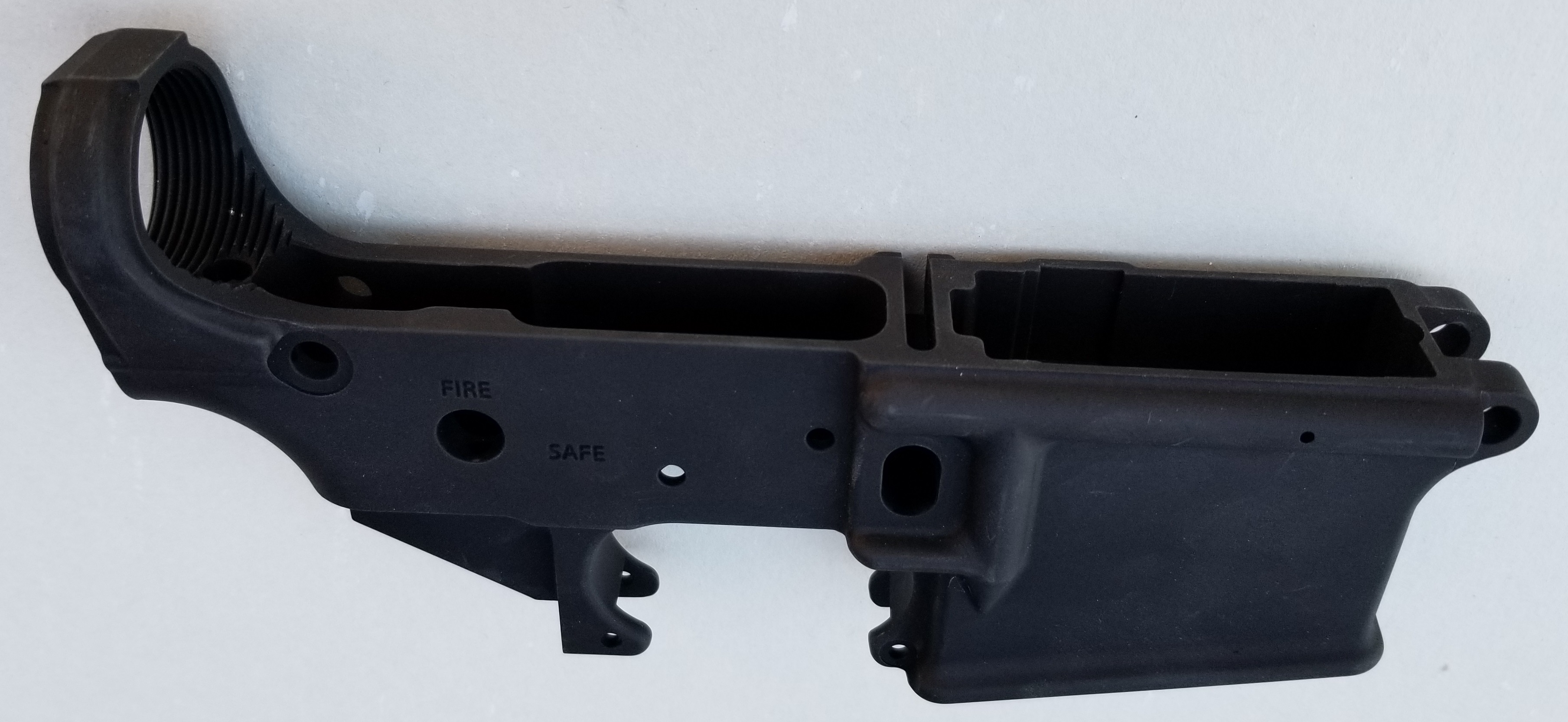
Komora spustowa karabinka AR-15

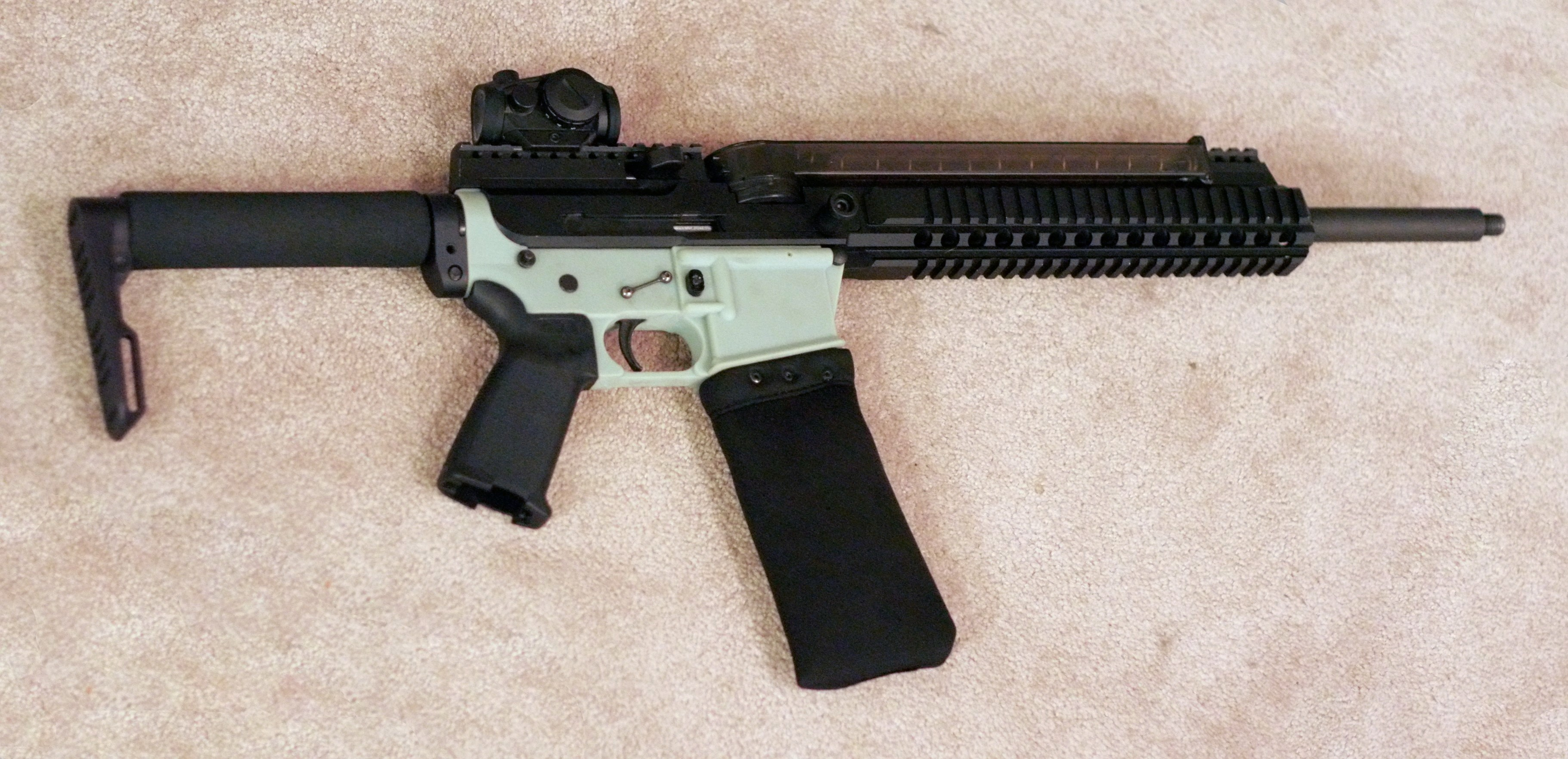
AR-57 z jasną, polimerową komorą spustową

Komora spustowa – część broni w której znajduje się mechanizm spustowy, a czasem także niektóre elementy mechanizmu uderzeniowego (np. kurek).